# Skříňový kotel
Skříňový kotel je speciální typ kotle, připomínající skříň s dvojitými stěnami. Je součástí většiny lokomotivních parních kotlů.
Skříňový parní kotel se vyvinul z původních kotlů plamencových. Obvykle na něj navazuje válcový kotel. 
Je tvořen dvojitými kotlovými stěnami a má přibližně tvar kvádru se zaoblenými hranami a chybějícím dnem. Je obvykle vyroben z oceli, ale vnitřní kotlové stěny byly často vyráběny i z mědi. V dolní části je kotel zakončen nožním rámem. Prostor uvnitř kotle se nazývá pec. 
Protože mezi kotlovými stěnami je uzavřena voda a pára pod vysokým tlakem, jsou rovné stěny zpevněny desítkami kotlových rozpěrek.
Přední část kotle přechází v kotel válcový. Vnější stěny jsou na něj připojeny pomocí speciálně tvarovaných přechodnic, vnitřní stěna tvoří v těchto místech pecní trubkovnici, v níž jsou zaválcovány kouřové trubky procházející válcovým kotlem. V zadní stěně kotle je dvířkovnice a dvířka.
K nožnímu rámu je upevněn rošt. Na roštu je rozprostřeno hořící palivo (nejčastěji uhlí).
Do modernějších kotlů byl obvykle do prostoru pece zapracován varník, neboli termosifon. Je to dutá vestavba tvaru velké ploutve, která zvyšuje výhřevnou plochu kotle. Kromě varníku procházely prostorem pece i další varné trubky. 
Společně tyto vestavby pomáhaly nést šamotovou klenbu skříňového kotle. 
Z vnější strany jsou na skříňovém kotli vymývací otvory, uzavřené vymývacími víčky. V nejnižším místě bývá někdy na kotli odkalovací ventil.